# قره آغاجی
قره‌آغاجی (به ترکی آذربایجانی: Qaraağacı) یک منطقه مسکونی در جمهوری آذربایجان است که در شهرستان ترتر واقع شده است. قره‌آغاجی ۱۳۰۲ نفر جمعیت دارد.